# Lutherse kerk (Nijmegen)
Het Lutherse kerkje aan de Prins Hendrikstraat te Nijmegen, in de Nederlandse provincie Gelderland, is gebouwd naar een ontwerp van Derk Semmelink.
Toen het kerkje in 1896 gebouwd werd had het nog een geheel ander aanzicht. Zo werd in 1929 een torentje op de kerk gebouwd dat ruimte moest bieden aan de luidklokken van de oude Lutherse kerk. Het in de kerk aanwezige orgel is het oudste orgel van Nijmegen. In 1756 werd het gebouwd door de Nijmeegse orgelbouwer Matthijs van Deventer. De kerk herbergt daarnaast een kansel uit 1671. Beide zijn afkomstig uit de in 1959 gesloopte Lutherse kerk aan de Grotestraat. Het kerkje heeft in totaal negenennegentig zitplaatsen. Een deel van de naastgelegen kosterwoning is ook in gebruik bij de Lutherse gemeenschap.

## Rijksmonument
De Lutherse kerk is rijksmonument geworden vanwege het aanwezige orgel en draagt nummer 476729.